# Mistrzostwa świata do lat 18 w hokeju na lodzie mężczyzn 2020/Elita
Mistrzostwa świata do lat 18 w hokeju na lodzie Elity 2020 odbędą się w dniach 16–26 kwietnia 2020 w Stanach Zjednoczonych. Jako miasta goszczące najlepsze reprezentacje świata U18 zostały wybrane Plymouth i Ann Arbor. Do 22. turnieju o złoty medal mistrzostw świata młodzików zakwalifikowano 10 narodowych reprezentacji.

## Grupa A
Tabela
| Lp. | Zespół     | M | Pkt | Z | Zd | Pd | P | G+ | G- | +/− |
| --- | ---------- | - | --- | - | -- | -- | - | -- | -- | --- |
| 1   | Białoruś   | 0 | 0   | 0 | 0  | 0  | 0 | 0  | 0  | 0   |
| 2   | Kanada     | 0 | 0   | 0 | 0  | 0  | 0 | 0  | 0  | 0   |
| 3   | Łotwa      | 0 | 0   | 0 | 0  | 0  | 0 | 0  | 0  | 0   |
| 4   | Szwajcaria | 0 | 0   | 0 | 0  | 0  | 0 | 0  | 0  | 0   |
| 5   | Szwecja    | 0 | 0   | 0 | 0  | 0  | 0 | 0  | 0  | 0   |

    = awans do ćwierćfinałów     = baraż o utrzymanie
Wyniki
| 16 kwietnia 2020 | Szwajcaria | 15:00 | Łotwa | Ann Arbor Ice Cube, Ann Arbor |

| 16 kwietnia 2020 | Szwecja | 19:00 | Białoruś | Ann Arbor Ice Cube, Ann Arbor |

| 17 kwietnia 2020 | Białoruś | 15:00 | Szwajcaria | Ann Arbor Ice Cube, Ann Arbor |

| 17 kwietnia 2020 | Szwecja | 19:00 | Kanada | Ann Arbor Ice Cube, Ann Arbor |

| 18 kwietnia 2020 | Kanada | 19:00 | Łotwa | Ann Arbor Ice Cube, Ann Arbor |

| 19 kwietnia 2020 | Szwajcaria | 15:00 | Szwecja | Ann Arbor Ice Cube, Ann Arbor |

| 19 kwietnia 2020 | Łotwa | 19:00 | Białoruś | Ann Arbor Ice Cube, Ann Arbor |

| 20 kwietnia 2020 | Kanada | 19:00 | Szwajcaria | Ann Arbor Ice Cube, Ann Arbor |

| 21 kwietnia 2020 | Łotwa | 15:00 | Szwecja | Ann Arbor Ice Cube, Ann Arbor |

| 21 kwietnia 2020 | Białoruś | 19:00 | Kanada | Ann Arbor Ice Cube, Ann Arbor |

## Grupa B
Tabela
| Lp. | Zespół            | M | Pkt | Z | Zd | Pd | P | G+ | G- | +/− |
| --- | ----------------- | - | --- | - | -- | -- | - | -- | -- | --- |
| 1   | Czechy            | 0 | 0   | 0 | 0  | 0  | 0 | 0  | 0  | 0   |
| 2   | Finlandia         | 0 | 0   | 0 | 0  | 0  | 0 | 0  | 0  | 0   |
| 3   | Niemcy            | 0 | 0   | 0 | 0  | 0  | 0 | 0  | 0  | 0   |
| 4   | Rosja             | 0 | 0   | 0 | 0  | 0  | 0 | 0  | 0  | 0   |
| 5   | Stany Zjednoczone | 0 | 0   | 0 | 0  | 0  | 0 | 0  | 0  | 0   |

    = awans do ćwierćfinałów     = baraż o utrzymanie
Wyniki
| 16 kwietnia 2020 | Czechy | 15:00 | Niemcy | USA Hockey Arena, Plymouth |

| 16 kwietnia 2020 | Rosja | 19:00 | Stany Zjednoczone | USA Hockey Arena, Plymouth |

| 17 kwietnia 2020 | Rosja | 15:00 | Finlandia | USA Hockey Arena, Plymouth |

| 17 kwietnia 2020 | Niemcy | 19:00 | Stany Zjednoczone | USA Hockey Arena, Plymouth |

| 18 kwietnia 2020 | Finlandia | 19:00 | Czechy | USA Hockey Arena, Plymouth |

| 19 kwietnia 2020 | Stany Zjednoczone | 15:00 | Czechy | USA Hockey Arena, Plymouth |

| 19 kwietnia 2020 | Niemcy | 19:00 | Rosja | USA Hockey Arena, Plymouth |

| 20 kwietnia 2020 | Finlandia | 19:00 | Niemcy | USA Hockey Arena, Plymouth |

| 21 kwietnia 2020 | Czechy | 15:00 | Rosja | USA Hockey Arena, Plymouth |

| 21 kwietnia 2020 | Stany Zjednoczone | 19:00 | Finlandia | USA Hockey Arena, Plymouth |

## Turniej play-out
| 23 kwietnia 2020 | Ostatnie miejsce grupy A | 11:30 | Ostatnie miejsce grupy B | Ann Arbor Ice Cube, Ann Arbor |

| 25 kwietnia 2020 | Ostatnie miejsce grupy B | 12:00 | Ostatnie miejsce grupy A | Ann Arbor Ice Cube, Ann Arbor |

## Faza pucharowa
Ćwierćfinały
| 23 kwietnia 2020 | Zwycięzca grupy A | 15:00 | Czwarty zespół grupy B | USA Hockey Arena, Plymouth |

| 23 kwietnia 2020 | Drugi zespół grupy B | 15:00 | Trzeci zespół grupy A | Ann Arbor Ice Cube, Ann Arbor |

| 23 kwietnia 2020 | Zwycięzca grupy B | 19:00 | Czwarty zespół grupy A | USA Hockey Arena, Plymouth |

| 23 kwietnia 2020 | Drugi zespół grupy A | 19:00 | Trzeci zespół grupy B | Ann Arbor Ice Cube, Ann Arbor |

Półfinały
| 25 kwietnia 2020 | Zwycięzca pierwszego ćwierćfinału | 12:00 | Zwycięzca drugiego ćwierćfinału | USA Hockey Arena, Plymouth |

| 25 kwietnia 2020 | Zwycięzca trzeciego ćwierćfinału | 16:00 | Zwycięzca czwartego ćwierćfinału | USA Hockey Arena, Plymouth |

Mecz o trzecie miejsce
| 26 kwietnia 2020 | Przegrany pierwszego półfinału | 12:00 | Przegrany drugiego półfinału | USA Hockey Arena, Plymouth |

Finał
| 26 kwietnia 2020 | Zwycięzca pierwszego półfinału | 16:00 | Zwycięzca drugiego półfinału | USA Hockey Arena, Plymouth |

## Klasyfikacja końcowa
| Msc. | Reprezentacja |
| ---- | ------------- |
|      |               |
|      |               |
|      |               |
| 4    |               |
| 5    |               |
| 6    |               |
| 7    |               |
| 8    |               |
| 9    |               |
| 10   |               |

| Spadek do I Dywizji Grupy A w 2021: |
| Awans do turnieju MŚ Elity w 2021:  |